# گیم‌زبو
گیم‌زبو (انگلیسی: Gamezebo) وب‌سایتی است که بر پوشش تحریریه صنعت بازی‌های موبایلی تمرکز دارد و مصاحبه‌ها، بررسی‌ها، پیش نمایش‌ها، راهنماهای استراتژی و اخبار را ارائه می‌دهد. این سایت توسط توسعه‌دهندگان و ناشران معمولی بازی، با توجه به بررسی‌ها، اخبار و پیش‌بینی‌هایشان، مورد اشاره قرار می‌گیرد.